# Sicherungstruppen
« Division de sécurité » redirige ici. Pour le type d'unité soviétique, voir division de sécurité arrière.
Les Sicherungstruppen (troupes de sécurisation ou troupes de couverture en français, Sicherungstruppe au singulier) étaient durant la Seconde Guerre mondiale des troupes allemandes, rattachées à la Wehrmacht, chargées du maintien de l'ordre, d'assurer la sécurisation et la protection des lignes de communication et de la garde d'ouvrages à l'arrière de la ligne de front et dans les territoires occupés. 

## Historique
Les troupes de sécurisation furent constituées au début de 1941, avant l'invasion de l'Union soviétique, en partie grâce à un remodelage des divisions existantes de la troisième vague (divisions de Landwehr), dans le but de  sécuriser la zone arrière des armées (Rückwärtiges Heeresgebiet).
Il existait des :
- Sicherungs-Divisionen (Divisions de sécurisation)
- Sicherungs-Brigaden (Brigades de sécurisation)
- Sicherungs-Regimenter (Régiments de sécurisation)
- Sicherungs-Bataillone (Bataillons de sécurisation)
- Sicherungs-Abteilung (Groupe[1] de sécurisation)
- Sicherungs-Aufklärungs-Abteilungen (Groupe[1] de reconnaissance de sécurisation)

## Composition
Cette formation militaire était composée  :
- De soldats provenant souvent de réserve provenant de régiments de première ligne
- De soldats provenant des Landesschützen (de) qui étaient composés d'hommes considérés comme trop âgés et plus assez entraînés pour intégrer un régiment de première ligne.
- De policiers de la Geheime Feldpolizei
- De policiers de l'Ordnungspolizei
- De prisonniers, principalement des prisonniers de l'armée russe du général Vlassov, les Ost-Légions qui étaient composées de Géorgiens, Ukrainiens, Tartares, Azerbaïdjanais… [3]

## Sicherungs-Divisionen (Divisions de sécurisation)
Parmi les Sicherungs-Divisionen (Divisions de sécurisation) il est recensé : 
- 52. Sicherungs-Division
- 201. Sicherungs-Division
- 203. Sicherungs-Division
- 207. Sicherungs-Division
- 213. Sicherungs-Division
- 221. Sicherungs-Division
- 281. Sicherungs-Division
- 285. Sicherungs-Division
- 286. Sicherungs-Division
- 325. Sicherungs-Division
- 390. Sicherungs-Division
- 391. Sicherungs-Division
- 403. Sicherungs-Division
- 444. Sicherungs-Division
- 454. Sicherungs-Division

### 52. Sicherungs-Division
La 52. Sicherungs-Division (52e division de sécurisation) est créée à partir de la 52. Feldausbildungs-Division (52e division d'instruction)

## Sicherungs-Brigaden (brigades de sécurisation)
Parmi les Sicherungs-Brigaden (brigades de sécurisation) il est recensé : 
- Sicherungs-Brigade 74
- Sicherungs-Brigade 201
- Sicherungs-Brigade 202
- Sicherungs-Brigade 203

## Sicherungs-Regimenter (régiments de sécurisation)
Parmi les Sicherungs-Regimenter (régiments de sécurisation) il est recensé : 
- Sicherungs-Regiment 1
- Sicherungs-Regiment 2
- Sicherungs-Regiment 3
- Sicherungs-Regiment 4
- Sicherungs-Regiment 5
- Sicherungs-Regiment 6
- Sicherungs-Regiment 16
- Sicherungs-Regiment 22
- Sicherungs-Regiment 26
- Sicherungs-Regiment 27
- Sicherungs-Regiment 34
- Sicherungs-Regiment 35
- Sicherungs-Regiment 36
- Sicherungs-Regiment 37
- Sicherungs-Regiment 38
- Sicherungs-Regiment 44
- Sicherungs-Regiment 45
- Sicherungs-Regiment 46
- Sicherungs-Regiment 51
- Sicherungs-Regiment 56
- Sicherungs-Regiment 57
- Sicherungs-Regiment 61
- Sicherungs-Regiment 62
- Sicherungs-Regiment 64
- Sicherungs-Regiment 66
- Sicherungs-Regiment 78
- Sicherungs-Regiment 85
- Sicherungs-Regiment 86
- Sicherungs-Regiment 88
- Sicherungs-Regiment 89
- Sicherungs-Regiment 91
- Sicherungs-Regiment 93
- Sicherungs-Regiment 94
- Sicherungs-Regiment 95
- Sicherungs-Regiment 96
- Sicherungs-Regiment 99
- Sicherungs-Regiment 100
- Sicherungs-Regiment 107
- Sicherungs-Regiment 113
- Sicherungs-Regiment 120
- Sicherungs-Regiment 122
- Sicherungs-Regiment 130
- Sicherungs-Regiment 177
- Sicherungs-Regiment 180
- Sicherungs-Regiment 183
- Sicherungs-Regiment 190
- Sicherungs-Regiment 191
- Sicherungs-Regiment 192
- Sicherungs-Regiment 193
- Sicherungs-Regiment 194
- Sicherungs-Regiment 195
- Sicherungs-Regiment 196
- Sicherungs-Regiment 197
- Sicherungs-Regiment 198
- Sicherungs-Regiment 199
- Sicherungs-Regiment 200
- Sicherungs-Regiment 318
- Sicherungs-Regiment 360
- Sicherungs-Regiment 375
- Sicherungs-Regiment 488
- Sicherungs-Regiment 601
- Sicherungs-Regiment 602
- Sicherungs-Regiment 603
- Sicherungs-Regiment 605
- Sicherungs-Regiment 606
- Sicherungs-Regiment 607
- Sicherungs-Regiment 608
- Sicherungs-Regiment 609
- Sicherungs-Regiment 610
- Sicherungs-Regiment 611
- Sicherungs-Regiment 612
- Sicherungs-Regiment 613
- Sicherungs-Regiment 620
- Sicherungs-Regiment 630
- Sicherungs-Regiment 631
- Sicherungs-Regiment 632
- Sicherungs-Regiment 634
- Sicherungs-Regiment 639
- Sicherungs-Regiment 930
- Sicherungs-Regiment 931
- Sicherungs-Regiment 1000
- Sicherungs-Regiment 1010
- Sicherungs-Regiment Böhmer
- Sicherungs-Regiment Dijon
- Sicherungs-Regiment Eckartsberg
- Sicherungs-Regiment Nancy
- Sicherungs-Regiment Orleans
- Sicherungs-Regiment Ostland 1
- Sicherungs-Regiment Ostland 2
- Sicherungs-Regiment Presting
- Sicherungs-Regiment Sissone
- Sicherungs-Regiment Steinbrück
- Sicherungs-Regiment Troyes
- Sicherungs-Regiment von Cleve
- Sicherungs-Regiment Witte
- Sicherungs-Regiment z.b.V.

### Sicherungs-Regiment 95
Le 15 février 1943 le 95e Landesschützen-Regiment est renommé Sicherungs-Regiment 95 (95e régiment de sécurité) et comprend 4 bataillons à 3 compagnies
- Le Landesschützen-Bataillon 751 qui devint le 1er bataillon
- Le Landesschützen-Bataillon 340 qui devint le 2e bataillon
- Le Landesschützen-Bataillon 758 qui devint le 3e bataillon
- Le Landesschützen-Bataillon 418 qui devint le 4e bataillon

Le 95e régiment de sécurité a été employé en France, dans la répression et à l'anéantissement des maquisards, Limousins en particulier.

### Sicherungs-Regiment Dijon
Le Sicherungs-Regiment Dijon est l'autre nom du Sicherungs-Regiment 95 (95e régiment de sécurité)

## Sicherungs-Bataillone (bataillons de sécurisation)
Parmi les Sicherungs-Bataillone (bataillons de sécurisation) et Sicherungs-Abteilung (groupes de sécurisation), il est recensé :
| - Sicherungs-Bataillon 205 - Sicherungs-Bataillon 212 - Sicherungs-Bataillon 221 - Sicherungs-Bataillon 222 - Sicherungs-Bataillon 230 - Sicherungs-Bataillon 232 - Sicherungs-Bataillon 236 - Sicherungs-Bataillon 237 - Sicherungs-Bataillon 239 - Sicherungs-Bataillon 242 - Sicherungs-Bataillon 243 - Sicherungs-Bataillon 244 - Sicherungs-Bataillon 245 - Sicherungs-Bataillon 258 - Sicherungs-Bataillon 264 - Sicherungs-Bataillon 265 - Sicherungs-Bataillon 273 - Sicherungs-Bataillon 274 - Sicherungs-Bataillon 275 - Sicherungs-Bataillon (M) 279 - Sicherungs-Bataillon 282 - Sicherungs-Bataillon 284 - Sicherungs-Bataillon 285 - Sicherungs-Bataillon 286 - Sicherungs-Bataillon 291 - Sicherungs-Bataillon 292 - Sicherungs-Bataillon 302 - Sicherungs-Bataillon 304 - Sicherungs-Bataillon 306 - Sicherungs-Bataillon 307 - Sicherungs-Bataillon 313 - Sicherungs-Bataillon 315 - Sicherungs-Bataillon 323 - Sicherungs-Bataillon 324 - Sicherungs-Bataillon 335 - Sicherungs-Bataillon 336 - Sicherungs-Bataillon 342 - Sicherungs-Bataillon 343 - Sicherungs-Bataillon 350 - Sicherungs-Bataillon 352 - Sicherungs-Bataillon 353 - Sicherungs-Bataillon 356 - Sicherungs-Bataillon 366 - Sicherungs-Bataillon 372 - Sicherungs-Bataillon 380 - Sicherungs-Bataillon 384 - Sicherungs-Bataillon 391 - Sicherungs-Bataillon 407 - Sicherungs-Bataillon 414 - Sicherungs-Bataillon 415 - Sicherungs-Bataillon 416 - Sicherungs-Bataillon 420 - Sicherungs-Bataillon 448 - Sicherungs-Bataillon 449 - Sicherungs-Bataillon 452 - Sicherungs-Bataillon 456 - Sicherungs-Bataillon 465 - Sicherungs-Bataillon 469 - Sicherungs-Bataillon 473 - Sicherungs-Bataillon 480 - Sicherungs-Bataillon 481 - Sicherungs-Bataillon 483 - Sicherungs-Bataillon 490 | - Sicherungs-Bataillon 493 - Sicherungs-Bataillon 499 - Sicherungs-Bataillon 502 - Sicherungs-Bataillon 509 - Sicherungs-Bataillon 516 - Sicherungs-Bataillon 521 - Sicherungs-Bataillon 522 - Sicherungs-Bataillon 525 - Sicherungs-Bataillon 526 - Sicherungs-Bataillon 529 - Sicherungs-Bataillon 531 - Sicherungs-Abteilung 532 - Sicherungs-Bataillon 544 - Sicherungs-Bataillon 545 - Sicherungs-Bataillon 547 - Sicherungs-Bataillon 555 - Sicherungs-Bataillon 557 - Sicherungs-Bataillon 564 - Sicherungs-Bataillon 566 - Sicherungs-Bataillon 571 - Sicherungs-Bataillon 573 - Sicherungs-Bataillon 578 - Sicherungs-Bataillon 579 - Sicherungs-Bataillon 583 - Sicherungs-Bataillon 587 - Sicherungs-Bataillon 589 - Sicherungs-Bataillon 591 - Sicherungs-Bataillon 596 - Sicherungs-Bataillon 607 - Sicherungs-Bataillon 608 - Sicherungs-Bataillon 609 - Sicherungs-Bataillon 623 - Sicherungs-Bataillon 626 - Sicherungs-Bataillon 627 - Sicherungs-Bataillon 636 - Sicherungs-Bataillon 638 - Sicherungs-Bataillon 642 - Sicherungs-Bataillon 648 - Sicherungs-Bataillon 651 - Sicherungs-Bataillon 657 - Sicherungs-Bataillon 661 - Sicherungs-Bataillon 663 - Sicherungs-Bataillon 664 - Sicherungs-Bataillon 667 - Sicherungs-Bataillon 668 - Sicherungs-Bataillon 669 - Sicherungs-Bataillon 670 - Sicherungs-Bataillon 671 - Sicherungs-Bataillon 676 - Sicherungs-Bataillon 683 - Sicherungs-Bataillon 684 - Sicherungs-Bataillon 688 - Sicherungs-Bataillon 689 - Sicherungs-Bataillon 692 - Sicherungs-Bataillon 693 - Sicherungs-Bataillon 694 - Sicherungs-Bataillon 695 - Sicherungs-Bataillon 696 - Sicherungs-Bataillon 697 - Sicherungs-Bataillon 698 - Sicherungs-Bataillon 701 - Sicherungs-Bataillon 703 - Sicherungs-Bataillon 704 | - Sicherungs-Bataillon 705 - Sicherungs-Bataillon 706 - Sicherungs-Bataillon 707 - Sicherungs-Bataillon 708 - Sicherungs-Bataillon 722 - Sicherungs-Bataillon 726 - Sicherungs-Bataillon 735 - Sicherungs-Bataillon 736 - Sicherungs-Bataillon 737 - Sicherungs-Bataillon 738 - Sicherungs-Bataillon 743 - Sicherungs-Bataillon 757 - Sicherungs-Bataillon 766 - Sicherungs-Bataillon 772 - Sicherungs-Bataillon 774 - Sicherungs-Bataillon 787 - Sicherungs-Bataillon 790 - Sicherungs-Bataillon 791 - Sicherungs-Bataillon 793 - Sicherungs-Bataillon 794 - Sicherungs-Bataillon 795 - Sicherungs-Bataillon 796 - Sicherungs-Bataillon 797 - Sicherungs-Bataillon 798 - Sicherungs-Bataillon 803 - Sicherungs-Bataillon 808 - Sicherungs-Bataillon 810 - Sicherungs-Bataillon 811 - Sicherungs-Bataillon 812 - Sicherungs-Bataillon 824 - Sicherungs-Bataillon 832 - Sicherungs-Bataillon 833 - Sicherungs-Bataillon 835 - Sicherungs-Bataillon 837 - Sicherungs-Bataillon 839 - Sicherungs-Bataillon 853 - Sicherungs-Bataillon 859 - Sicherungs-Bataillon 862 - Sicherungs-Bataillon 863 - Sicherungs-Bataillon 865 - Sicherungs-Bataillon 868 - Sicherungs-Bataillon 869 - Sicherungs-Bataillon 889 - Sicherungs-Bataillon 901 - Sicherungs-Bataillon 902 - Sicherungs-Bataillon 908 - Sicherungs-Bataillon 909 - Sicherungs-Bataillon 916 - Sicherungs-Bataillon 936 - Sicherungs-Bataillon 938 - Sicherungs-Bataillon 941 - Sicherungs-Bataillon 943 - Sicherungs-Bataillon 944 - Sicherungs-Bataillon 945 - Sicherungs-Bataillon 946 - Sicherungs-Bataillon 948 - Sicherungs-Bataillon 949 - Sicherungs-Bataillon 954 - Sicherungs-Bataillon 955 - Sicherungs-Bataillon 958 - Sicherungs-Bataillon 959 - Sicherungs-Bataillon 960 - Sicherungs-Bataillon 965 | - Sicherungs-Bataillon 966 - Sicherungs-Bataillon 968 - Sicherungs-Bataillon 969 - Sicherungs-Bataillon 972 - Sicherungs-Bataillon 973 - Sicherungs-Bataillon 974 - Sicherungs-Bataillon 989 - Sicherungs-Bataillon 1003 - Sicherungs-Bataillon 1004 - Sicherungs-Bataillon (M) 1007 - Sicherungs-Bataillon 1008 - Sicherungs-Bataillon 1009 - Sicherungs-Bataillon 1017 - Sicherungs-Bataillon 1018 - Sicherungs-Bataillon 1021 - Sicherungs-Bataillon 1022 - Sicherungs-Bataillon 1023 - Sicherungs-Bataillon 1024 - Sicherungs-Bataillon 1025 - Sicherungs-Bataillon 1026 - Sicherungs-Bataillon 1028 - Sicherungs-Bataillon 1029 - Sicherungs-Bataillon 1030 - Sicherungs-Bataillon 1031 - Sicherungs-Bataillon 1070 - Sicherungs-Bataillon 1071 - Sicherungs-Bataillon 1072 - Sicherungs-Bataillon 1073 - Sicherungs-Bataillon 1074 - Sicherungs-Bataillon 1075 - Sicherungs-Bataillon 1076 - Sicherungs-Bataillon 1077 - Sicherungs-Bataillon 1078 - Sicherungs-Bataillon 1079 - Sicherungs-Bataillon 1080 - Sicherungs-Bataillon 1081 - Sicherungs-Bataillon 1082 - Sicherungs-Bataillon 1097 - Sicherungs-Bataillon 1098 - Sicherungs-Bataillon (M) 1203 - Sicherungs-Bataillon (M) 1204 - Sicherungs-Bataillon (M) 1205 - Sicherungs-Bataillon (M) 1206 - Sicherungs-Bataillon (M) 1207 - Sicherungs-Bataillon (M) 1208 - Sicherungs-Bataillon (M) 1209 - Sicherungs-Bataillon (M) 1210 - Sicherungs-Bataillon (M) 1211 - Sicherungs-Bataillon (M) 1212 - Sicherungs-Bataillon (M) 1213 - Sicherungs-Bataillon (M) 1214 - Sicherungs-Bataillon (O) 1215 - Sicherungs-Bataillon (M) 1216 - Sicherungs-Bataillon (M) 1217 - Sicherungs-Bataillon (M) 1218 - Sicherungs-Bataillon (M) 1219 - Sicherungs-Bataillon (M) 1220 - Sicherungs-Bataillon (O) 1221 - Sicherungs-Bataillon (O) 1222 - Sicherungs-Bataillon (O) 1223 - Sicherungs-Bataillon (O) 1224 - Sicherungs-Bataillon (O) 1225 - Sicherungs-Bataillon 1901 |